# Rinopitec de Tonquín
El rinopitec de Tonquín (Rhinopithecus avunculus) és una espècie de colobí endèmic del nord-est del Vietnam.
Cada vegada es fa més difícil observar el rinopitec de Tonquín. Fins a la dècada del 1990 es cregué que estava extint, fins que se'n trobà una petita població al districte de Na Hang de la província de Tuygen Quang, al Vietnam. La intensa caça furtiva per consumir-lo com a aliment, el mercat negre d'animals i la destrucció del seu hàbitat són les raons principals que han conduït a classificar el rinopitec de Tonquín com un dels 25 primats més amenaçats del món.
El 2008, quan se'n trobà una petita població amb tres infants en un bosc remot, ja es creia que en quedaven menys de 250 individus.